# Лин Юнь
Лин Юнь (кит. упр. 凌云, пиньинь Líng Yún; 29 июня 1917 — 15 марта 2018) — государственный деятель Китая, первый министр государственной безопасности КНР.

## Биография
Родился в уезде Цзясин, провинция Чжэцзян, имя при рождении — У Пэйлин. Вступил в КПК в апреле 1938 года. С 1939 работал на центральной подпольной базе КПК в провинции Шэньси, где начал службу в Шэхуэйбу — органе разведки и контрразведки КПК до 1949, которым руководил Кан Шэн. После образования КНР Лин Юнь служил в министерстве общественной безопасности, в 1950-х — начале 1960-х годов руководил из Кантона контрразведывательными операциями в направлении Гонконга. В период «культурной революции» был снят со всех постов и уволен из органов госбезопасности, но в 1975 был реабилитирован, восстановлен на службе и в 1978 занял должность заместителя министра общественной безопасности (министром в это время был Чжао Цанби). Лин Юнь неоднократно сопровождал премьера Госсовета Хуа Гофэна в его многочисленных заграничных поездках, а заместители Лина во время поездок приобретали на Западе образцы новейшей техники, в частности, ЭВМ, которые с успехом применяли в будущем.
Министерство государственной безопасности КНР было создано в июне 1983 года, министром был назначен Лин Юнь. Вступив в должность, он объединил функции контрразведки МОБ (Гунаньбу) и Бюро расследований при ЦК КПК (Дяочабу) — преемнике Главного управления по социальным вопросам. Кроме трех самых активных баз (Токио, Гонконг и Сингапур) Лин Юнь почти повсюду насаждает посты своей службы, поручая их новым миссиям, чьи ориентиры не противоречат установкам Дэн Сяопина. Экономический шпионаж в области новейших технологий стал приоритетным направлением деятельности МГБ.
Лин Юнь занимал должность министра государственной безопасности по сентябрь 1985.